# Turistická značená trasa 1088
 Turistická značená trasa 1088 je 3 km dlouhá modře značená trasa Klubu českých turistů v Železných horách a okresech Kutná Hora a Pardubice spojující Bernardov s Hornickou Čtvrtí. Její převažující směr je severovýchodní.

## Průběh trasy
Turistická trasa 1088 začíná v centru obce Bernadov, které opouští jihovýchodním směrem v souběhu se zeleně značenou turistickou trasou 3096 Týnec nad Labem - Semtěš. Ještě na okraji obce se obě trasy rozdělují a trasa mění směr na severovýchodní a stoupá na hřeben Chvaletické pahorkatiny, která je geomorfologických podcelkem Železných hor. Během stoupání kříží silnici I/2. Po něm vede lesním masívem plochého hřebene pahorkatiny jižně od vrcholu Okliky. Kříží hranici Středočeského a Pardubického kraje. V blízkosti sadu opouští les a pokračuje přes pole k silnici Chvaletice - Čáslav, kterou u autobusové přechází. Bezprostředně poté vstupuje do zástavby vsi Horničká Čtvrť, kde u místního kostela v nadmořské výšce 268 metrů končí na rozcestí se žlutě značenou turistickou trasou 7455.

## Historie
Turistická trasa 1088 byla původně úsekem zeleně značené turistické trasy 3096 a vznikla při jejím přeložení jihozápadněji.

## Turistické zajímavosti na trase
- Evangelický kostel (Hornická Čtvrť)